# Костел Народження Пресвятої Діви Марії (Долина)
Косте́л Різдва́ Ді́ви Марі́ї (офіційна назва — Костел Народження Пресвятої Діви Марії) — культова споруда, римо-католицький храм у місті Долині Івано-Франківської області.
Розташований в історичній частині міста — Старій Долині.  

## Опис
Будівля храму в цілому неокласицистична, втім її оригінальність у тому, що в ній проглядається тогочасна мода на романтичний стиль в архітектурі, у чомусь храм нагадує готичний костел. 
Довжина храму — 34 метри, ширина — 14 метрів. Висота будівлі до гребеня даху — 14 метрів, висота вежі — 22 метри. 
Внутрішній простір костелу завершується апсидою, в якій виготовлений вівтар, а вхід зроблено у формі вежі-дзвіниці, що спирається на два великих прямокутних приміщення, сходинки з яких ведуть на просторий балкон (там колись був орган). 

## З історії парафії та храму
Після заснування римсько-католицької парафії в 1426 році місцевими жителями був зведений ще дерев'яний костел на передмісті, проте сучасним історикам невідомо, в якому точно місці.
Існуючий костел був першим достеменно відомим римо-католицьким храмом у Долині, його будівництво розпочалося в 1830 році. Благословив зведення культової споруди ксьондз Томаш Левандовський, і воно тривало понад півдесятиліття.
1889 року виконано реставрацію культової споруди: добудовано головну башту, збільшено вікна, встановлено годинник. Костел Різдва Діви Марії посвятив ксьондз Франтішек де Паульо Піштек, львівський латинський архієпископ-митрополит
1934 року відновлено розписи на стінах, і вибудувано муровану дзвіницю.
За радянських часів, у 1944 році костел закрили — спершу культову споруду використовували як склад для зерна, а з 1948-го його передали школі для спортзалу. 
У 1990 році культову споруду повернули міській громаді, а 27 грудня 1991 року відбулося її освячення. 
У теперішній час (2020-ті) в костелі повністю відновлено інтер'єр. Богослужіння в святині здійснюється польською мовою.

## Цікавий факт
Фундамент долинського костелу Різдва Діви Марії закладався з річкового каменю, переважно круглого. Його викладали в траншеї без сполучних матеріалів. Власне, така робота нагадала про себе на третій рік існування святині, адже старі муровані склепіння обвалилися, їх довелося відновлювати.